# Publij Ovidij Naso
Publij Ovidij Nazon, bolje znan kot Ovidij ali Ovid (latinsko Publius Ovidius Naso), rimski pesnik, * 20. marec 43 pr. n. št., Sulmona, † 17, Tomi.

## Življenje
Publij Ovidij Nazon se je rodil 20. marca 43 pr. n. št. v premožni viteški družini v Sulmoni v Abrucih – v deželi italskega plemena Pelignov. Oče je želel, da se sin posveti politični in pravniški karieri, zato ga je poslal na izobraževanje k najslovitejšim učiteljem tistega časa, vendar je Ovidija že v otroštvu privlačila predvsem poezija. Od pesnikovanja ga je oče odvračal in Ovid ga je za nekaj časa ubogal. Po končanem šolanju v Rimu je študij nadaljeval v Atenah, pozneje v Mali Aziji, Egiptu in na Siciliji.
Po vrnitvi v Rim je nekaj časa deloval v državnih službah, nato pa se s pomočjo izobraženega literarnega mecena Mesale posvetil pesništvu in že v mladosti dosegel velik sloves ter postal eden najbolj priljubljenih rimskih pesnikov v Avgustovem času. Najprej se je udejstvoval v Mecenatovem literarnem krogu, kjer je spoznal Vergilija in Tibula, velikega Horacija, Propercija, družil pa se je tudi z epikoma Makrom in Pontikom ter satirikom Basom. S svojimi pesmimi je zaslovel že pri 20 letih. 
Poročil se je trikrat. Od prvih dveh žena se je hitro ločil, tretji, Fabiji, pa je ostal zvest in jo opeval v več pesmih. Ljubezen do družine ni zavirala pesniškega uspeha, v prefinjeno rimsko družbo je pogosto zahajal in jo v kratkem času popolnoma osvojil. Zaslovel je z nasveti o ljubezenski umetnosti, zaradi katerih je rahločuten pesnik odkritega značaja užival velik ugled v salonskih krogih.
Leta 8 n. št. ga je cesar Avgust zaradi drznih erotičnih pesmi, morda tudi zaradi osebne zamere, pregnal v mesto Tomi (današnja Konstanca ob Črnem morju). Pesnika je kaznoval z lažjo obliko izgnanstva – ostal je rimski državljan, obdržal je svoje premoženje in pravico do dedovanja, lahko je opravljal delo upravnega organa. Čeprav so ga prebivalci Tomov gostoljubno sprejeli, je Ovidij v izgnanstvu trpel: ženo je pustil v Rimu, da bi prepričala cesarja, naj prekliče odlok o pesnikovem pregnanstvu, zato se je v tujem mestu počutil še bolj osamljenega in zapuščenega. Ovidij Naso je umrl 7. decembra 17 oz. spomladi 18, v izgnanstvu v Tomih, kjer je tudi pokopan.

## Delo

### Ovidij in rimska erotična elegija - zgodnje pesništvo
V svoji zgodnji liriki Ovidija - ob Tibulu, Propercu in Katulu prištevamo k avtorjem rimske erotične elegije. Ta naj bi nastajala znotraj krogov, ki so nasprotovali tedanji Avgustovi moralni reformi, vsaj deloma kot smešenje novega moralnega reda. Identiteta pesniškega govorca naj bi bila v pesmih konstruirana, prav tako pa naj bi bile pesniška fikcija tudi ženske, ki jih opevajo avtorji t.im. rimske erotične elegije (Delija, Lesbija, Kintija, Korina). Paul Veyne posebej opozarja, da erotičnih dogodivščin, čustev in frivolnosti, ki jih opisujejo omenjeni pesniki, ne smemo razumeti kot zrcaljenja realnih dogodoviščin in odnosov, saj si opisi med seboj pogosto nasprotujejo. Za vso rimsko erotično elegijo je značilna izrazita humornost in satiričnost.

#### Amores
Ovidij je pesniško udejstvovanje pričel s petimi knjigami ljubezenskih elegij z naslovom Amores (Ljubezni/Ljubezenske pesmi), ki je izšla leta 15 pr. n. š. Zbirka obsega 49 daljših elegičnih pesmi; te so večidel posvečene neznani ženski, ki se skriva za izmišljenim imenom grške pesnice Korine. Že samo to dejstvo priča, da je Korina predvsem pesniški konstrukt; da ne gre za eno samo dekle, marveč je pesnik v njeno podobo najbrž ujel najrazličnejše, po značilnostih tudi nasprotujoče si ženske. Pesmi se opirajo na lahkotno erotiko - Ovidij ne opeva ljubezni, temveč »ljubimkanje« in je zato vihrav človek trenutne nestalne ljubezni. Tudi v lahkotnosti motivike nemara lahko najdemo vrzok, zakaj je pesniška zbirka doživela velik uspeh in kmalu zatem tudi ponovno izdajo.

#### Heroides
Še pred izidom druge izdaje mladostniške zbirke Amores, je Ovidij začel snovati novo zbirko - Heroides (Heroide), ki jo je spesnil skoraj v istem času kakor Amores. Gre za 21 ljubezenskih pisem, v katerih kot govorke - avtorice pisem - večidel nastopajo junakinje iz grških mitov; zadnjih šest pisem, ki so jih pozneje uredili po parih, pa vsebuje tudi odgovor nekaterih izmed njihovih ljubimcev. Zvesta Penelopa, denimo, piše pismo Odiseju, ki blodi po svetu; kartaginska kraljica Didona odhajajočemu Eneju itn.
Pred Ovidijem latinska poezija pisemske literature ni poznala, zato je Ovidij z izdajo dela Heroides uvedel novost, ki so jo Rimljani ugodno sprejeli. Pesnik se je zavedal, da uvaja novo zvrst in se je s tem tudi rad pohvalil. Novost, ki jo uvaja Ovidij, torej ni v snovi, saj se delo pri izbiri snovi naslanja na številne predhodnike (Homer, Sapfo, Katul, Kalimah, Vergilij, Horacij idr.), temveč predvsem v pesemski literarni obliki in načinu obravnave snovi. 
Ovidij nas za spremembo od prejšnjih poskusov takšne poezije prestavi v namišljeni svet mita in legende, vendar ga tako poživi, da izraža miselno ali resnično stvarnost njegovega časa - in odlika njegovega dela je prav v tem, da mitološki junaki postanejo osebe iz sodobnega življenja. Delo velja za »pesniški roman ženske duše«, saj v pismih zajema zelo različne trenutke usode posamičnih ljubimcev: kako je protagonistka spoznala junaka, ga sprejela, se vanj zaljubila. Opisuje tudi njegovo lepoto in odlike, trenutek, ko se morata ločiti, obljubo večne zvestobe itn.

#### De medimamine facieialiUmetnost ličenja
Gre za krajšo pesnitev, ki velja za malo več kot le navadno elegijo. Obsega kakih sto verzov, v katerih daje pesnik galantne nauke za uporabo ženskih lepotil. S svojo humornostjo in satiričnostjo je Ovidij v njej potrdil svojo pripadnost rimskemu erotičnemu pesništvu.

#### Ars AmatoriainRemedia Amoris
Konec prve faze pesnikovega razvoja, njegove mladostne erotične elegije, predstavljata zbirki Ars Amatoria ('Umetnosti ljubezni'), ki je izšla leta 1 pr. n. št., in Remedia amoris ('Zdravila za ljubezen'), ki je nastajala med letoma 1 pr. n. št. in 2 n. št., v obeh primerih pa gre za nekakšna šaljivo-poučna priročnika.
Ars Amatoria je svojevrstna pesnitev, s katero Ovidij preseže meje subjektivne erotične poezije in preide na področje ljubezenske poučne pesmi. Ovidij o sebi trdi, da je njen nežni učitelj. Obsega tri knjige, v katerih Ovidij najprej svetuje in uči moške raznih ljubezenskih tehnik (osvajanja, kako obdržati ljubezen, prilike za ljubosumnost, skrb za ljubljeno osebo ...), v tretji knjigi pa ženske poučuje predvsem o urejenosti, telesni negi, urejanju pričeske in obleke, zakrivanju telesnih napak, plesu itn. Pesnitev, ki presega okvire ljubezenskega priročnika,je vsekakor izvirna in je bila novost v latinski književnosti; njena najvidnejša značilnost pa je pesnikova elegantna duhovitost, ki delu doda umetniško vrednost in razkrije njegov hudomušni značaj.Pesnitev je postala eno temeljnih del svetovne ljubezenske poezije in je zato prevedena v večino svetovnih jezikov.
Remedia Amoris je krajša pesnitev (vsebuje 800 verzov), s katero Ovid zaključuje svoj ciklus. S poučnim, bistrim in igrivim navdihom naj bi bila nekakšna protiutež prejšnje pesnitve. V njej pesnik svetuje zdravila, ki pozdravijo rane, zadane od ljubezni, predvsem neuslišane. Med drugim svetuje nesrečnim ljubimcem, naj se ljubljeni osebi izogibajo, si jo predstavljajo čim bolj antipatično, polno slabosti in vredno zaničevanja. Zbirka naj bi nevtralizirala nasvete in predvsem javni učinek prejšnje Umetnosti ljubezni v rimski družbi in pri cesarju.

### Zrela epika in elegija
Drugo fazo pesnikovega razvoja lahko označimo za obdobje moške zrelosti, v katerem se je Ovidij posvetil opesnjevanju grške in rimske mitologije. Osrednje delo te dobe so Metamorfoze ali Preobrazbe, ki veljajo za njegovo najobsežnejše epsko delo. Ovidij je v 15 knjigah prikazal 246 v heksametrih zapisanih grških mitoloških zgodb o pretvorbah živih bitij in stvari, kjer se vsaka zgodba zaključi s preobrazbo ene oblike v drugo. Opisi v delu se izgubljajo v drobnih minucioznih finesah. Metamorfoze niso enovit epos, temveč venec epizod, ki jih veže samo ena skupna misel: ideja nenehnega presnavljanja, spreminjanja in preobražanja. Zgodbe se prelivajo ena v drugo, razporejene pa so tako, da prikazujejo ves kozmični razvoj od začetkov stvarstva do Ovidijevega časa. V začetku prevladujejo kozmične metamorfoze, v nadaljevanju prevladujejo zgodbe o bogovih, sledijo zgodbe o grških herojih in italski junaki. Vsebinski sestav je bogat in ranolik: od znamenitih mitičnih bajk in manj znanih lokalnih pripovedk, herojskih epizod in helenističnih epilijev, do starodavnih pravljic, podeželskih idil, dramatičnih monologov, pustolovskih novel, zaljubljenih seranad in božanskih himn. V stilni strukturi pa se prepletajo romantične, baročne, antikvarične, impresionistične, burleskne, groteskne, patetične in humoristične prvine. Do današnjih dni so ostale najbolj poznane bajke: Orfej in Evridika, Piram in Tizba, Nioba, Filemon in Bavkida. Celotno delo sestoji iz 12.000 heksametrov. Vse do konca 18. stoletja je bilo delo najpopularnejša obravnava grške mitologije in pesniški zgled ustvarjalcem tovrstne poezije. 
Na podoben način je Ovidij zasnoval še eno pripovedno pesnitev, zloženo v elegičnem distihu, Fasti (verzificiran rimski koledar), kjer je opeval bajke združene s prazniki rimskega koledarja. Na ogrodje pesnitve, ki ga je povzel po koledarjih, vklesanih v raznih svetiščih, je nanizal mitološke zgodbe in z njimi poskušal pojasniti izvor rimskih praznikov, razložiti lokalne mite, verske običaje in obrede. Z omenjenim delom se je Ovidij želel prikupiti cesarju Avgustu in popraviti slab vtis, ki ga je napravil z mladostnimi erotičnimi pesnitvami. Poskušal se je vključiti v Avgustov politični program, ki se je zavzemal za dosego preporoda rimskega naroda in restavracije rimske religije, verskih obredov ter starih šeg. 
Leta 8 pr. n. št. ga je Avgust izgnal v mesto Tomi ob Črnem morju (danes mesto Constanta v Romuniji), na obrobje Rimskega imperija. Tu se je pričelo zadnje obdobje pesnikovega ustvarjanja, obdobje pregnanstva. Takrat je med letoma 9 in 12 n. š. spesnil zbirki elegij Tristia (Žalostinke) in leta 13 Epistulae ex Ponto (Pisma iz Ponta oz. Pisma s Črnega morja). Tema obeh zbirk je tožba nad izgnanstvom in nad bivanjem v tuji barbarski deželi, daleč stran od družine ter Rima. Prav s slednjimi deli je antična elegija postala pojmovana kot žalostinka v današnjem pomenu.

## Vpliv na evropsko in slovensko književnost ter umetnost
Ovidijev slog pesnjenja odlikujeta pestrost motivov in oblikovno mojstrstvo, zaradi česar je bila njegova poezija pomembna že v času njenega nastanka.
V Evropi je bil eden najbolj branih antičnih pesnikov, s 77 prepisi njegovih del v knjižničnih katalogih iz 12. stoletja. Ovidij je s svojimi deli vplival na pesnike pozne antike (Juvenal, Marcial, Stacij, Klavdijan idr.), svoje zmagoslavje pa je pesnik doživel v srednjem veku, predvsem v 12. in 13. stoletju, ki ju včasih imenujemo tudi z izrazom »Ovidijeva doba«. Zanj so se navduševali tako provansalski trubadurji kot nemški minnesängerji, krščanski mistiki in sholastični filozofi. 
Pozneje je bila Ovidijeva poezija pomembna v obdobju renesanse in baroka ter v klasicizmu in razsvetljenstvu. Ovidij je slovel vse do nastopa romantike, ki ga je nekoliko potisnila v kot, a ne povsem, saj ga je začela odkrivati Rusija, visoko pa ga je cenil Puškin. 
Vse do današnjih dni se je, po vzoru zadnjih Ovidijevih elegij, ohranilo pojmovanje elegije kot žalostinke, tako kot jo razumemo še danes. 
Z Metamorfozami je Ovidij Evropi posredoval grško mitologijo in novoveške slikarje navdihnil k upodabljanju mitoloških prizorov. V srednjem veku so pesnikove Metamorfoze veljale za nekakšen priročnik antične mitologije, za »pogansko Biblijo«. Iz njih so črpali snov mnogi pesniki srednjeveških mitografskih pesnitev in pisci viteških romanov. Skoraj vse ljubezenske avanture v teh romanih temeljijo na Ovidijevih vzorih. Ovidijeve verze je tako posnemal in prevajal tudi Chrétien de Troyes.
Tudi v obdobju renesanse so Ovidijeve Metamorfoze še slovele; tako je v Angliji snov za svoje drame iz njih jemal Shakespeare. Tudi drugi veliki angleški pesnik, John Milton, je v mladosti zložil 171 stanc k ilustracijam Metamorfoz, sledovi Ovidijevega vpliva pa se kažejo tudi v njegovi največji pesnitvi Izgubljeni raj, kjer zasledimo opise kaosa, stvarjenja sveta, raja, greha, vesoljnega potopa. V romanskih deželah so bile Metamorfoze nedosegljiv vzor, iz njih so snov črpali Camões, Calderón de la Barca in Lope de Vega. 
Ovidijeve Metamorfoze so dobile svoj izraz tudi v likovni umetnosti. Tako so že v antiki s podobami iz Metamorfoz krasili stene hiš v Pompejih in mozaike v podeželskih dvorcih; v srednjem veku so jih klesali v kamen, rezljali v slonovo kost, risali v rokopise, celo vezali v gobeline. 
Metamorfoze so oblikovaletudi začetke evropske opere. Ottavio Rinuccini, prvi znani libretist, se je pri pisanju svojih libretov naslanjal na Metamorfoze (Dafne, Evridika, Ariadna). Operni libreti po motivih Metamofoz se pojavljajo tudi pri Claudiu Monteverdiju in Christophu Willibaldu Glucku (Orfej in Evridika).